# Sinochlora hainanensis
Sinochlora hainanensis är en insektsart som beskrevs av Tinkham 1945. Sinochlora hainanensis ingår i släktet Sinochlora och familjen vårtbitare. Inga underarter finns listade i Catalogue of Life.